# Стеклоблок

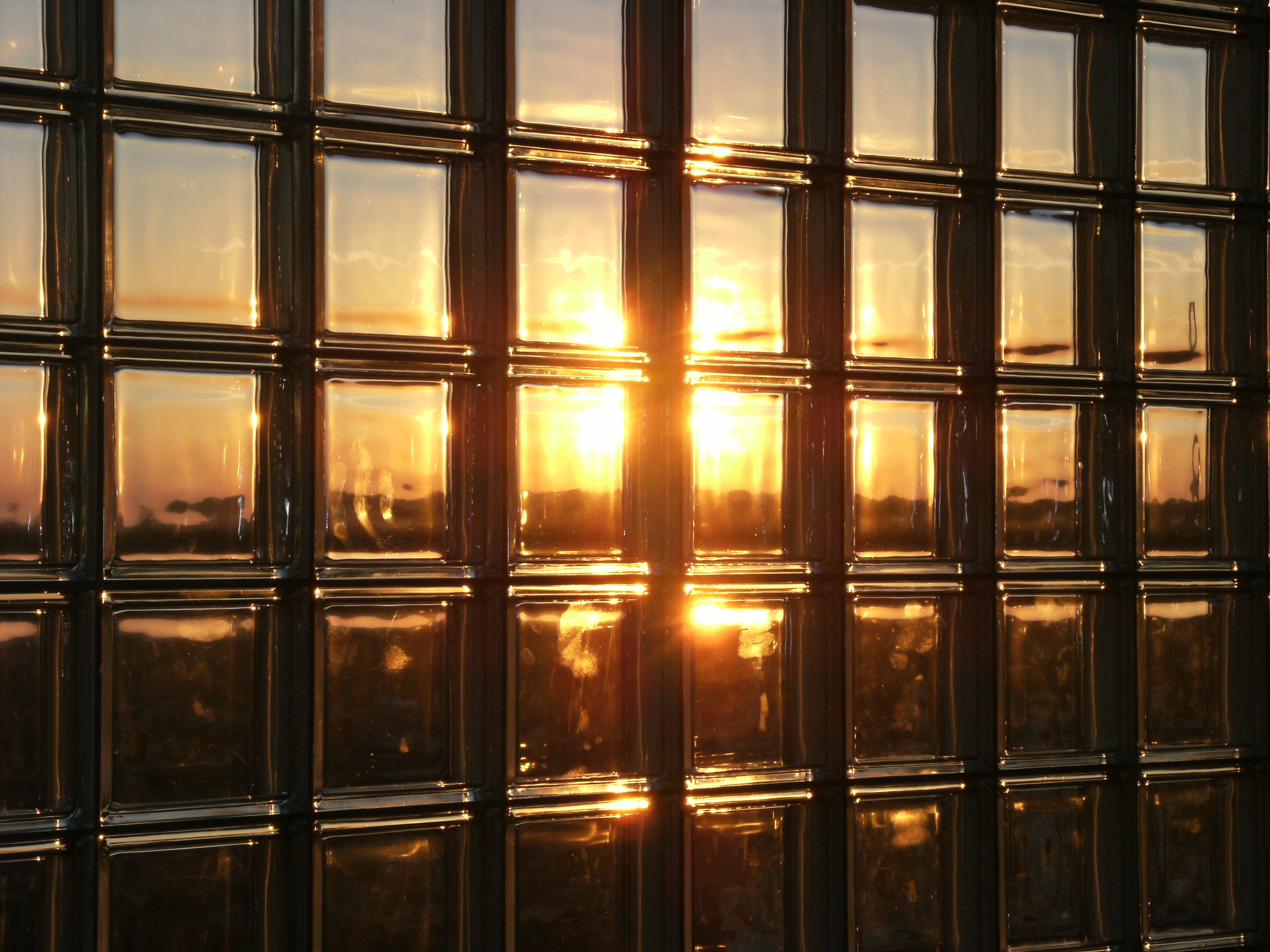

Стеклобло́к — строительный материал, изделие с герметически закрытой полостью, образованной в результате соединения двух отпрессованных стеклянных пластин (полублоков).
Применяется в основном для строительства ненесущих стен (внешних и внутренних), как отделочный материал в обустройстве интерьера. Из стеклоблоков возводят стены ванных комнат, межкомнатные перегородки, делают вставки в стены как декоративный элемент.

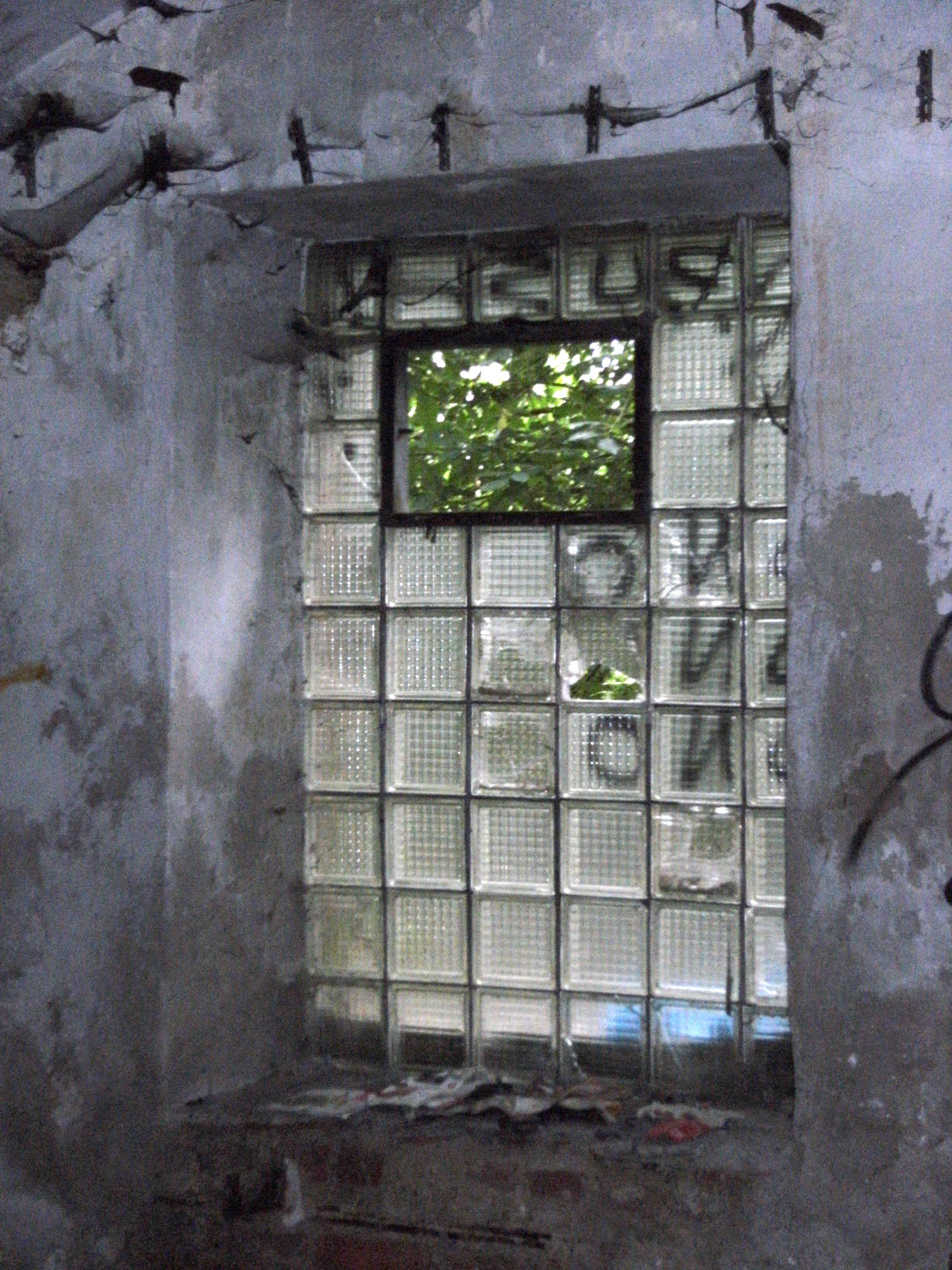
Окно из стеклоблоков в заброшенном здании

## Характеристики
Каждая половина стеклоблока выполнена из толстого стекла (6—7 мм). Поверхность стеклоблока может быть гладкой, рифленой, прозрачной, матовой, цветной. В зависимости от этого они делятся на светопрозрачные (с гладкой поверхностью лицевых стенок), светорассеивающие и светонаправляющие (стеклоблоки с рифлеными поверхностями). Чаще всего встречаются стеклоблоки толщиной от 7,5 до 10 см. Вес одного стеклоблока — от 2,5 до 4,3 кг. Как правило, по форме они квадратные или прямоугольные. Стандартные размеры современных стеклоблоков — 19 × 19 × 8 см или 24 × 24 × 8 см. Кроме того, стеклоблоки бывают также треугольными, угловыми (для отделки углов, колонн и т.д.) и круглыми.

## История
Родоначальником стеклоблоков является американская компания «Luxfer Prism Company». Данная фирма была основана Джеймсом Ж. Пенникуиком (James G. Pennycuick) в октябре 1886 г, чтобы начать реализацию в коммерческих целях его патента № 312.290 от 17 февраля 1885 г. «Для улучшения окна стекла». Суть данного улучшения было добавление горизонтальных призм на задней стороне квадратных стеклянных плиток, которые перенаправляли солнечный свет из окон вглубь комнаты, уменьшая потребность в искусственном освещении.
В то же время различной формы блоки из стекловолокна были задействованы в архитектуре швейцарского архитектора Гюстава Фальконье, изобретшего ромбоидные модели. В России (в частности — в Москве) в конце XIX века данным блокам дали название «блок Фальконье». На сегодня в Москве сохранилось несколько зданий, использующих эти стеклоблоки:Саввинское подворье, Большой Знаменский переулок дом 4, Арбат дом 51 стр. 2 и ряд других.

## Технология изготовления
Для производства стеклоблоков применяют сырьевые материалы с малым содержанием (не более 0,07 %) оксидов железа. Для обесцвечивания стекла в шихту вводят обесцвечиватели: металлический селен, оксид кобальта, оксиды сурьмы, церия. Для получения цветных стеклоблоков в шихту вводят красители.
В настоящее время стеклоблоки изготовляют на механизированных линиях. Стекломассу для формования блоков варят в проточных ванных печах общей площадью 40—100 м² при температуре 1480—1500 °C. Сваренное стекло из ванной печи поступает в фидер (питатель), который подаёт в пресс капли стекла. На круглом столе пресса установлены формы. Работа питателя и пресса сблокирована. На первой позиции форму пресса устанавливают под очко питателя, отрезают ножницами каплю стекла и капля падает в форму. Форма с порцией стекла перемещается совместно со столом машины на вторую позицию, устанавливается под пуансон, который отпрессовывает полублок. На следующих позициях пресса полублок охлаждается. Поднимается кольцо формы, полублок передаётся на конвейер, который переносит его к сварочному аппарату. Полублоки устанавливают в карусельный сварочный автомат, который сваривает полублоки в блок. После разогрева краёв торцовых стенок полублоков до размягчения полублоки поворачивают на следующую позицию. Нижний полублок поднимается, и размягченные края торцовых стенок полублоков приходят в соприкосновение, образуя шов, по которому полублоки соединяются в блок с образованием внутри него герметической полости. При помощи специального механизма блоки из сварочного аппарата сталкиваются в лер для отжига.

## Применение
Помимо материала для заполнения световых проёмов, стеклоблоки используются в световых решётках «Люксфер». В начале XX века подобные световые решётки стали использоваться для освещения подвальных помещений. За счёт использования призматического рисунка на задней стороне стеклянных плиток происходит равномерное распределение света. Благодаря этому в подвале днём было светло и не было необходимости использовать искусственное освещение. В России подобные световые решётки выпускались в начале XX века, их можно увидеть в ГУМе, во дворе жилого дома на ул. Солянка ½, а также у ряда домов на Мясницкой улице. В России (например, на Брянском стекольном заводе (закрыт в 2012 году)), США и в ряде стран Европы, световые решётки выпускаются и поныне.

## Галерея

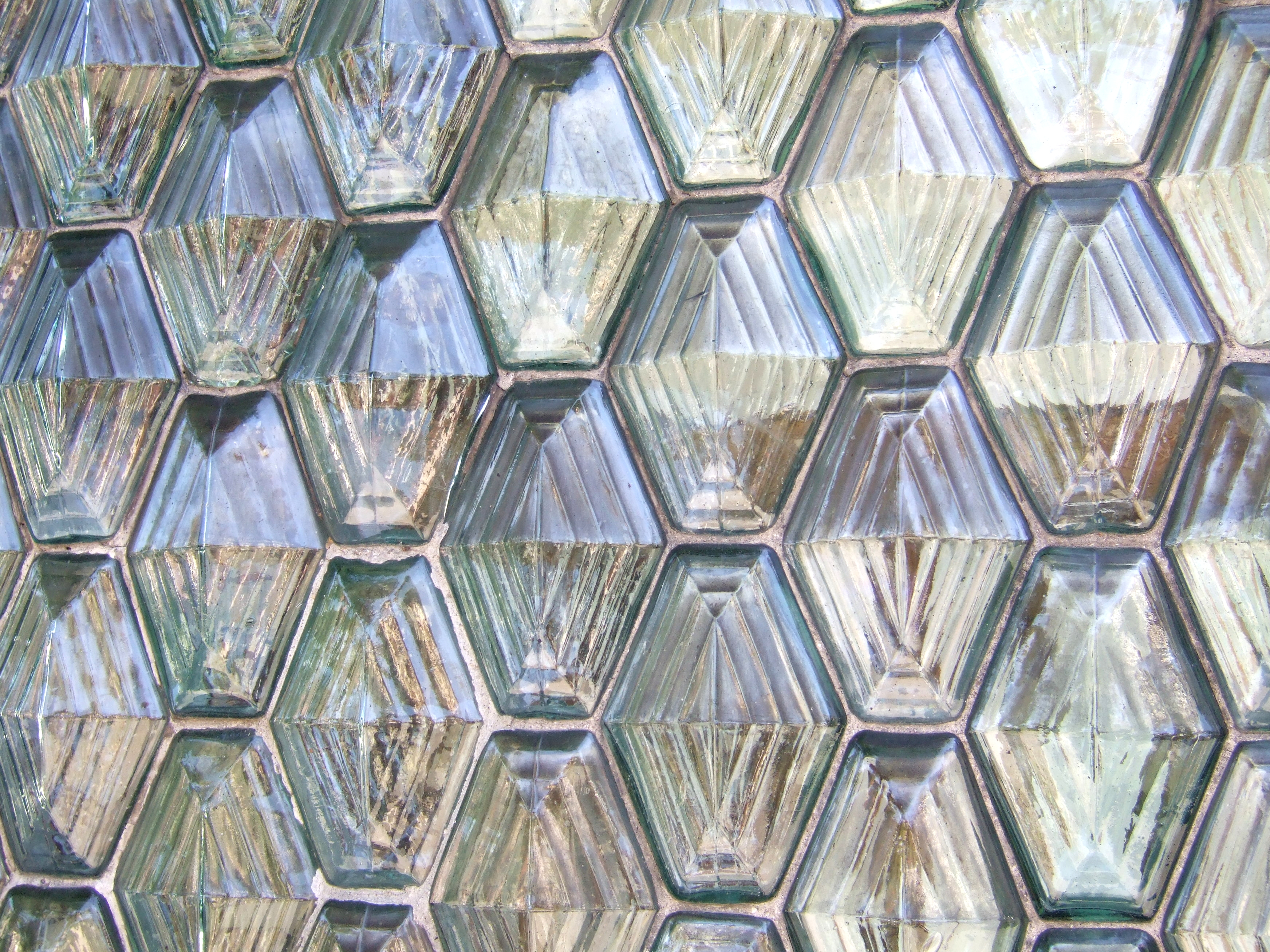
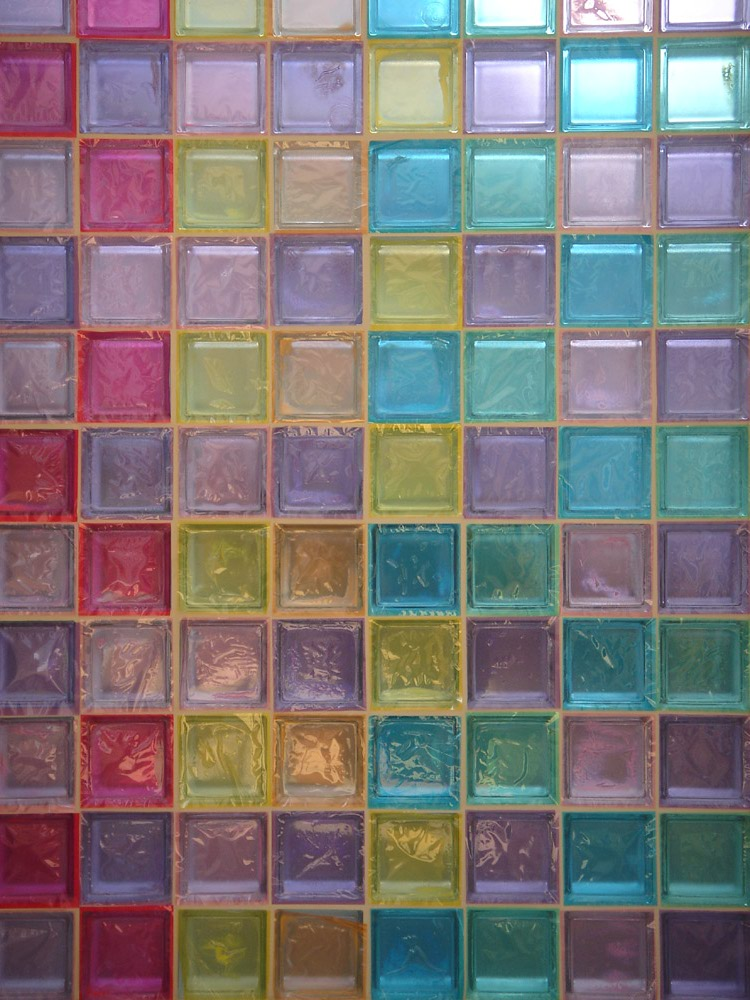
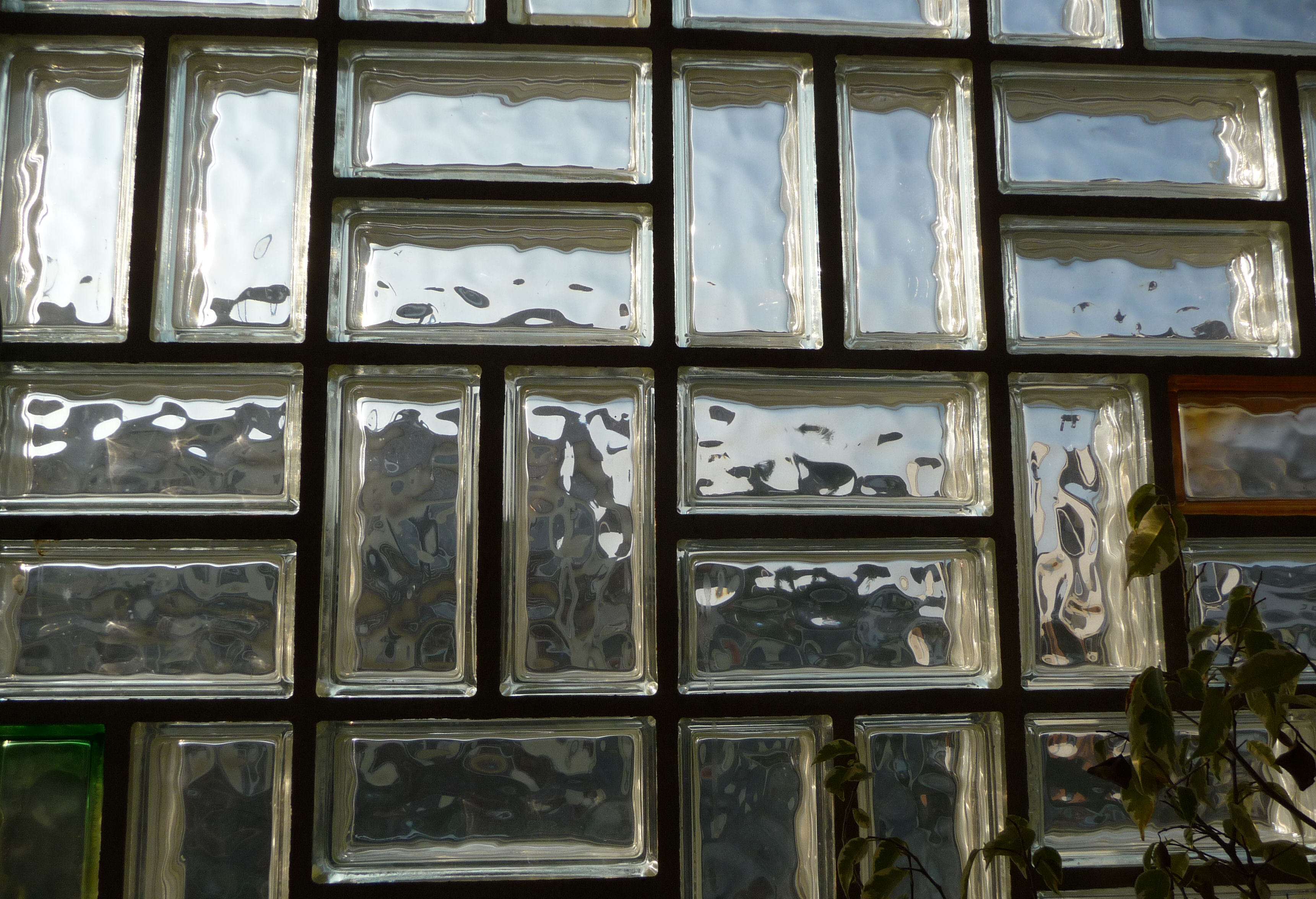
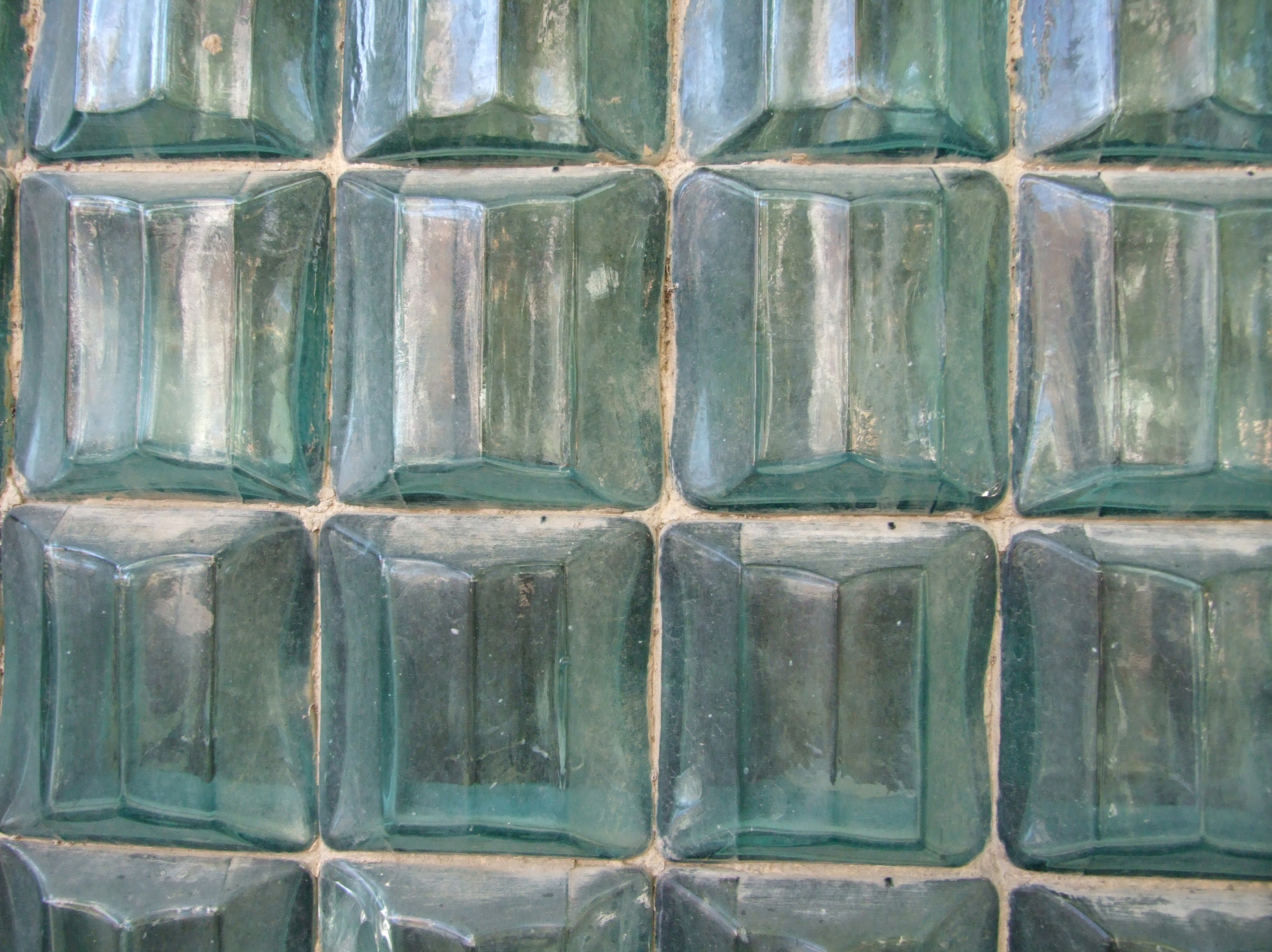
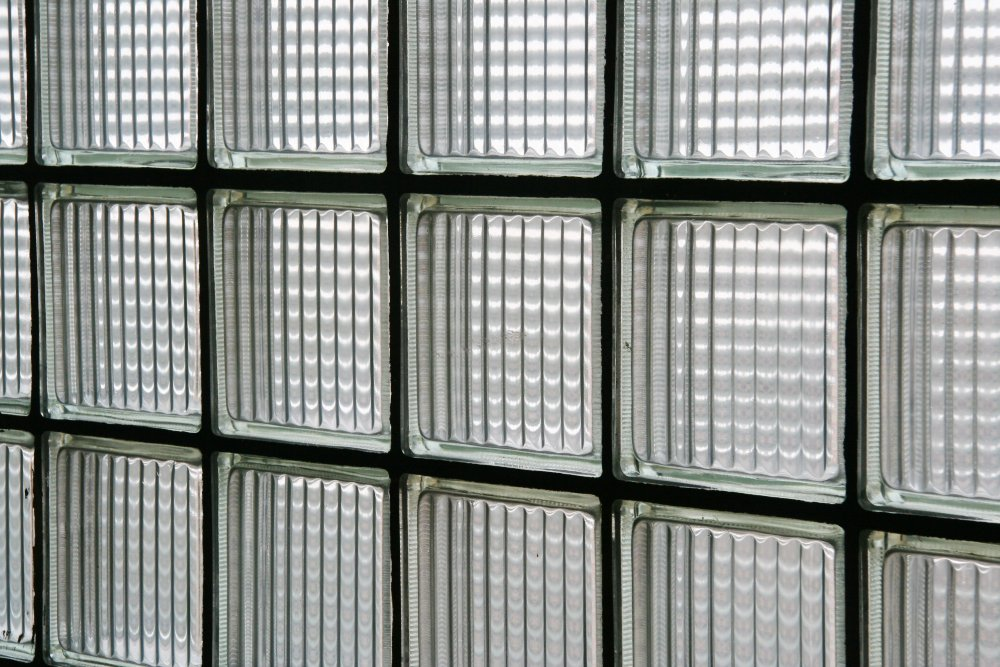